# Orde der Miniemen
De Orde der Miniemen of Minimen (Ordo Minimorum, afkorting O.M.) werd in 1454 gesticht door Franciscus van Paola (Francesco da Paola of Paula) uit een groep eremieten over wie hij reeds vele jaren de leiding had. Paus Sixtus IV gaf hun in 1474 de privileges van de bedelorden. De definitieve versie van hun regel werd in 1506 door paus Julius II goedgekeurd.
De miniemen leefden volgens een zeer strenge gelofte van armoede. Ze aten geen vlees, eieren of zuivelproducten en legden zich zware boetedoeningen op. Ze wijdden zich aan gebed en studie en droegen een habijt van ruwe zwarte wol met wijde mouwen en een dun zwart koordje bij wijze van ceintuur. In Frankrijk werden de monniken van deze orde, vanwege hun eenvoudige levensstijl, Les Bons Hommes genoemd of ook, naar de naam van hun stichter, Pauliner of Paulaner.
De orde vond zijn oorsprong in Italië en kende een geleidelijke verspreiding naar de rest van Europa in de 16e-17e eeuw. De oprichting van een miniemenklooster in Antwerpen, met name het Jezus en Mariaklooster, was er gekomen door de ingeweken Italiaanse familie Balbani. In haar bloeiperiode (begin 16e eeuw) telde de orde 450 kloosters. De Franse Revolutie bracht hun een zware klap toe. De revolutionairen sloten de kloosters, verdreven de ordeleden en lieten de kloosters verbeurd verklaren. Tegenwoordig heeft de orde nog enkele kloosters, voornamelijk in Italië en Spanje.
Franciscus van Paola stichtte ook een vrouwelijke tak (de Minimitinnen) en een derde orde voor leken.

## Bekende miniemen
Verscheidene theologen en filosofen van naam, onder wie Marin Mersenne, behoorden tot deze orde.